# AJR
AJR é uma banda de indie pop norte-americana, formada pelos irmãos Adam, Jack e Ryan Met. O grupo ganhou notoriedade por escrever, produzir, e mixar suas próprias músicas em seu apartamento em Manhattan (Nova York). Seu estilo musical é considerado eclético, tendo influências no pop, doo-wop, música eletrônica e no dubstep. 
Seu single de maior sucesso até 2017, "I'm Ready", recebeu críticas positivas, possuindo, à data de janeiro de 2018, quase 55 milhões de reproduções no Spotify e 23 milhões de views no Youtube. Até setembro de 2022, seus maiores sucessos são "Weak" com 610 milhões de reproduções no Spotify e 77 milhões de visualizações no Youtube e "Bang!" com 301 milhões de reproduções no Spotify e 61 milhões de visualizações no Youtube. Seu primeiro disco, Living Room, foi considerado um sucesso, figurando entre as 20 melhores posições da parada musical norte-americana Billboard.  
O grupo já abriu shows de artistas como Demi Lovato, Fifth Harmony, Hoodie Allen, Lindsey Stirling, The Vamps, The Wanted, Train, Andy Grammer, We the Kings, Ingrid Michaelson, e American Authors. 

## Carreira

### 2005–2013: Performance de rua e descoberta com "I'm Ready"
AJR, originalmente conhecido como TB³, começou a se apresentar nos parques da Cidade de Nova York em 2005. Antes de lançar músicas originais, eles postaram covers de músicas populares no YouTube, sob o nome de usuário AJRbrothers. Jack revelou em 2017 que seu cover de "Ho Hey" dos Lumineers mais tarde inspirou o cantor Shawn Mendes a apresentar seus próprios covers. Em 2012, AJR lançou por conta própria seu primeiro e homônimo, "EP", de edição limitada em formato de CD.
Em novembro de 2012, Ryan twittou um link para um vídeo de seu single de estreia, "I'm Ready", para cerca de 80 celebridades, incluindo a cantora australiana Sia. Sia contou a seu empresário sobre a música, e ele contatou Steve Greenberg, ex-presidente da Columbia Records e atual CEO e fundador da S-Curve Records, que agora atua como seu empresário. "I'm Ready", apresenta uma amostra de Bob Esponja Calça Quadrada cantando repetidamente seu bordão "I'm ready" do episódio de estreia da série animada de mesmo nome, foi lançado comercialmente em 22 de agosto de 2013. A música foi colocada em circulação no "Top 20 on 20" e "Hits 1" da Radio Sirius XM, e eles a apresentaram no Good Day New York e no Big Morning Buzz da VH1. O videoclipe oficial de "I'm Ready" estreou na VEVO em 15 de outubro de 2013. Foi certificado Platina nos EUA pela RIAA e três vezes Platina na Austrália.

### 2013–2015: EPs eLiving Room

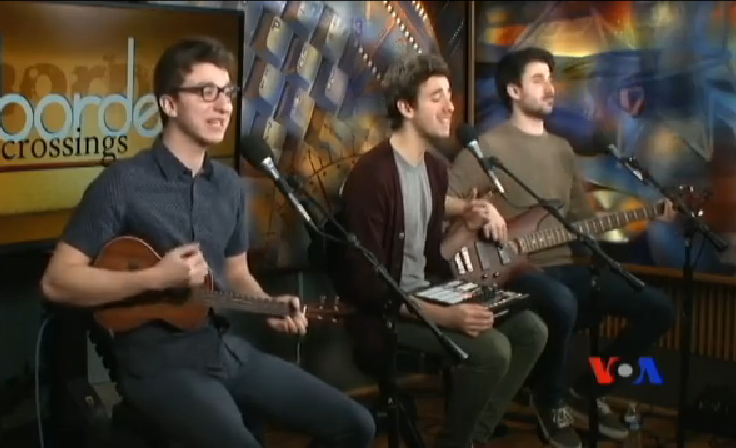
AJR no Border Crossings em 2015.

AJR lançou seu segundo EP, 6foot1, em 20 de dezembro de 2013, posteriormente relançado como "I'm Ready - EP" pela Warner Music Group em 25 de março de 2014. Eles foram nomeados "Artistas em ascensão" da Clear Channel no mês de outubro de 2013. Em 2014, a banda foi nomeada Artista do Mês da iHeartRadio no Top 40 de janeiro.
O terceiro EP da banda, Infinity, foi lançado em 23 de setembro de 2014. Contém 5 faixas, incluindo o single principal "Infinity". Um lyric video dirigido e produzido principalmente por AJR foi lançado para o single.

## Membros da banda
AJR
- Adam Met – vocais, baixo, sampler, percussão, programação.
- Jack Met – vocal principal, guitarra, ukulele, sampler, melodia, bateria, percussão, teclado, banjo, sintetizador, cowbell, programação.
- Ryan Met – vocais, teclado, ukulele, sampler, produção, programação.

Membros da turnê/sessão
- Arnetta Johnson – trompete, teclado (2020-presente)
- Chris Berry – Bateria, percussão (2018-presente)
- Ginny Luke – violino, Instrumento de cordas (2024-presente)

Ex-membro da turnê
- JJ Kirkpatrick – trompete (2018-2019)

## Discografia
Álbuns de Estúdio
- Living Room (2015)
- The Click (2017)
- Neotheater (2019)
- OK Orchestra (2021)
- The Maybe Man (2023)